# Eschenbach (Schöneck)

Blick über Eschenbach in Richtung Schöneck

Fachwerkhaus in Eschenbach

Eschenbach ist ein Ortsteil der Stadt Schöneck/Vogtl. im Vogtlandkreis (Freistaat Sachsen). Er wurde am 1. Juli 1950 eingemeindet.

## Geografie

### Lage
Eschenbach liegt im Zentrum des sächsischen Teils des historischen Vogtlands südwestlich der Stadt Schöneck/Vogtl. Bezüglich des Naturraums befindet sich der Ort am Übergang vom Vogtland zum Westerzgebirge. Der Eschenbacher Dorfbach entwässert über den Würschnitzbach in die Weiße Elster. Eschenbach gehört zum Naturpark Erzgebirge/Vogtland. Das Bauerndorf liegt in einem u-förmigen Tal auf einer mittleren Höhe von ca. 560 m ü. NN.

### Nachbarorte
| Schilbach |                                             | Schöneck/Vogtl. |
| Marieney  | Kompassrose, die auf Nachbargemeinden zeigt |                 |
| Saalig    | Wohlbach, Gunzen                            | Zwotental       |

## Geschichte
Eschenbach wurde im Zuge der Ostbesiedelung der Franken ab 1200 als Waldhufendorf angelegt. Noch heute ist die dafür charakteristische Aufteilung der Flurstücke zu beobachten. 1428 taucht in einer Urkunde ein „Thomas Tosse zu Eschenbach“ auf.
Die Eschen am Dorfbach, einem Nebenarm des in die Weiße Elster mündenden Würschnitzbachs, gaben diesem Ort den Namen. Eingepfarrt ist das Dorf nach Schöneck.
Eschenbach gehörte ursprünglich zur Pflege Plauen und ab 1506 zum Amt Plauen. Diese Verbindung wurde auch nicht gelöst, als die Herrschaft Schöneck in Voigtsberger Besitz wechselte. Zwar besaßen die Herren in Oelsnitz (Vogtland) Lehen in Eschenbach, der größere Teil aber gehörte unter das Rittergut Schilbach und verblieb in Besitz der Herrschaft Plauen. Er bildete so einen der letzten östlichen Außenposten der Herren von Plauen (vgl. Fürstenhaus Reuß). 1764 wechselte Eschenbach und die umliegenden Dörfer der Herrschaft Schöneck in den Amtsbereich Oelsnitz (Amt Voigtsberg). Die Bauerngüter waren dem Rat der Stadt Oelsnitz (Vogtl.), dem Rittergut Schilbach und der Kirche St. Georg zu Schöneck zinspflichtig. Eschenbach gehörte bis 1856 zum kursächsischen bzw. königlich-sächsischen Amt Voigtsberg. Nach 1856 gehörte der Ort zum Gerichtsamt Schöneck und ab 1875 zur Amtshauptmannschaft Oelsnitz.
Am 1. Juli 1950 wurde Eschenbach nach Schöneck eingemeindet. Durch die zweite Kreisreform in der DDR kam Eschenbach als Ortsteil der Stadt Schöneck/Vogtl. im Jahr 1952 zum Kreis Klingenthal im Bezirk Chemnitz (1953 in Bezirk Karl-Marx-Stadt umbenannt), der 1990 als sächsischer Landkreis Klingenthal fortgeführt wurde und 1996 im Vogtlandkreis aufging.

## Öffentlicher Nahverkehr
Eschenbach ist mit der vertakteten RufBus-Linie 97 des Verkehrsverbunds Vogtland an Schöneck angebunden. Dort besteht Anschluss zur PlusBus-Linie 90 nach Plauen und Oelsnitz.